# TV 전파왕국
《TV 전파왕국》은 대한민국의 SBS에 방송됐던 일요 예능 프로그램이다.
원래 <특종!일요일>이란 제목으로 1995년 4월 23일 시작할 예정이었으나, 준비 미비 때문에 어려움을 겪어왔으며 이에 SBS는 <당신이 특종> <코미디 일요일은 있다> 두 프로그램 종영 후 <7대 개그 스타쇼>(4월 23일) <봄특집 비디오 총출동>(4월 30일)을 내보냈고 첫 회도 5월 7일로 변경된 동시에 <TV 전파왕국>으로 제목이 결정됐다.
그러나, 같은 시간대에 경쟁 채널인 MBC에서 《일요일 일요일 밤에》를 진행해 온 이수만 이홍렬을 그대로 수평이동시킨 데다 타프로의 고정출연자들과 겹치기 출연시켰다는 지적 탓인지 신선감이 떨어졌다는 혹평을 받았다.
게다가, 대부분 쇼오락프로그램들과 마찬가지로 작위적인 연출-출연진의 중복-유사코너 남발-가학적 인신공격-박수부대 동원-자체광고 등으로 시청자들의 눈살을 찌푸리게 했다는 지적이 있었으며 1995년 6월 25일 방영분에서 가스통이 연결된 풍선을 스타킹 속에 끼워넣고 출연자 머리에 씌운 뒤 부풀려 터뜨리는 장면을 내보내 방송위원회로부터 '경고' 조치를 받았으며 MC 이수만이 특정 항공사를 거론하면서 그 항공사의 선전화면을 방영한 것이 간접광고라는 이유 탓인지 방송위원회로부터 '시청자에 대한 사과' 조치를 받았고 이로 인해 1995년 최악의 비드라마 3위에 선정되는 불명예를 안았다.
결국 1996년 2월 11일부터 2부가 폐지되었지만 같은 달 13일 자사 일일시트콤 《LA아리랑》'DJ 만세' 편에서 해당 프로그램(TV 전파왕국) MC 이홍렬을 특별출연시켜 이홍렬이 공동 MC로 활동한 해당 프로그램(TV 전파왕국)과 《이홍렬쇼》를 드러내놓고 홍보시켜 "자사 프로그램 도와주기" 방식이 너무 지나쳤다는 지적을 받아왔으며 네 차례나 경고를 받았음에도 계속 비윤리적인 내용을 방영하여 방송위원회로부터 "해당 방송순서 책임자에 대한 경고" 조치를 받았고 결국 2부 폐지 6개월 만에 프로그램이 막을 내려야 했다.

## 방송 일정
- 1995년 5월 7일 ~ 1996년 2월 4일 : 매주 일요일 저녁 6시 ~ 8시
- 1996년 2월 11일 ~ 1996년 8월 25일 : 매주 일요일 저녁 6시 ~ 7시

## 역대 진행자
- 이수만
- 이홍렬 (도중하차)
- 김승현 (도중하차)
- 박진영 (도중하차)
- 신동엽
- 이소라 (1995년 10월 8일부터 중도합류)
- 홍록기 (도중하차)
- 최유라 (도중하차)

外

## 코너 목록
- 깜짝 월드쇼
- 왕국초대석
- TV경매
- 옥이고모
- 슈퍼모델 이소라의 전화카드
- 김팡 김경식 스페셜
- 대결! 팡팡
- 히치하이킹 파리에서 로마까지 - 김경식, 홍록기

## 결방
- 1995년 7월 2일 - 5시 45분부터 특선영화 《파리 대탈출》편성
- 1995년 7월 16일 - 《슈퍼모델 선발대회》 편성[10]
- 1995년 12월 31일 - 송년특집 <95 연예인 대격돌> 편성
- 1996년 7월 14일 - 《슈퍼모델 선발대회》 1~2부 편성[11]
- 1996년 8월 4일 - 7시 30분부터 올림픽 중계 편성에 따라 <뉴스 2000>이 7시, <코미디 펀치펀치>가 6시[12], 《이주일의 투나잇쇼》가 10시 40분으로 이동하여[13] 결방

## 타이틀 변천사
| #  | 타이틀                | 방송 기간                          |
| -- | --------------------- | ---------------------------------- |
| 1  | 초특급 꾸러기 대행진  | 1992년 3월 29일 ~ 1993년 4월 25일  |
| 2  | 일요일은 있다         | 1995년 2월 26일 ~ 1995년 4월 16일  |
| 3  | TV 전파왕국           | 1995년 5월 7일 ~ 1996년 8월 24일   |
| 4  | 코미디 펀치펀치       | 1996년 2월 11일 ~ 1996년 10월 12일 |
| 5  | 대단한 일요일         | 1996년 11월 3일 ~ 1997년 2월 23일  |
| 6  | 아이러브 코미디       | 1996년 10월 20일 ~ 1997년 10월 5일 |
| 7  | TV특급 일요일이 좋다  | 1997년 6월 15일 ~ 1997년 10월 19일 |
| 8  | 밀레니엄 특급         | 1999년 2월 27일 ~ 1999년 5월 29일  |
| 9  | 서세원의 슈퍼스테이션 | 1999년 6월 5일 ~ 1999년 8월 29일   |
| 10 | 로드쇼 힘나는 일요일  | 1999년 11월 14일 ~ 2000년 4월 16일 |
| 11 | 뷰티풀 라이프         | 2000년 4월 23일 ~ 2001년 3월 11일  |
| 12 | 초특급 일요일 만세    | 2001년 3월 18일 ~ 2002년 1월 13일  |
| 13 | 쇼! 일요천하          | 2002년 1월 20일 ~ 2002년 7월 7일   |
| 14 | 뷰티풀 선데이         | 2002년 7월 14일 ~ 2004년 3월 21일  |
| 15 | 일요일이 좋다         | 2004년 3월 28일 ~ 2017년 3월 19일  |

## 참고 사항
동시간대 경쟁작인 《슈퍼선데이》 및 《일요일 일요일 밤에》의 영향으로, 초기에는 일정 수준의 시청률과 인기를 얻었으나, 시간이 지남에 따라 프로그램의 인지도가 점차 하락하였다. 이로 인해 시청자층의 이탈과 함께 전반적인 관심도 저하가 이어졌으며, 결국 부득이하게 종영에 이르게 되었다.